# Isan
Isan (Sjeveroistočni Thai), jedna od nekoliko skupina pravih Thai naroda koje čine s Centralnim Thaima ili Sijamcima, Khon Mung ili Sjevernim, Južnim Thaima i manjomn grupom Khorat.
Isan Thai žive na sjeveroistoku Tajlanda zapadno od rijeka Mekong u 17. provincija. Njihova populacija u Tajlandu iznosi ko 17.000.000, a najmanje ih 1.000,000 ima u Bangkoku.
Većina Isana od 17 milijuna u Tajlandu živi u malenim selima koja su dijelovi subdistrikata i pod kontrolom distrikta čije se vođe izabiru lokalno. Ovi distrikti su pod upravom provincijske strukture čije guvernere postavlja centralna vlada.
Agrikultura na rain-fed poljima daje niske prihode zbog relativno suhe klime. Uzgajaju najviše rižu, a uz nju i šećernu trsku i kasavu.
Sjeveroistočne Thai-žene na glasu su po svojoj ručnoj proizvodnji teskstila i svile,  najpoznatiji su mudmee (IKAT), yok, chok i khit. Svjetski poznati mudmee se smatra "kraljicom Thai svile".
Više od polovice Isana su Theravada-budisti. Mnogi od njih nastavljaju prakticirati svoju staru etničku religiju i kombiniraju budistička učenja s narodnom religioznom praksom.